# Фабрика-ди-Рома
Фабрика-ди-Рома (итал. Fabrica di Roma) — коммуна в Италии, располагается в регионе Лацио, подчиняется административному центру Витербо.
Население составляет 6654 человека (на 2001 г.), плотность населения составляет 191,65 чел./км². Занимает площадь 34,72 км². Почтовый индекс — 01034. Телефонный код — 0761.
Покровителем коммуны почитается святой апостол и евангелист Матфей. Праздник ежегодно празднуется 21 сентября.